# Terpsichore variabilis
Terpsichore variabilis là một loài thực vật có mạch trong họ Polypodiaceae. Loài này được (Mett. ex Kuhn) A.R. Sm. miêu tả khoa học đầu tiên năm 1993.